# Chalon-sur-Saône
Chalon-sur-Saône [šalon syr són] je historické město ve střední Francii, v burgundském regionu, v départmentu Saône-et-Loire a je největším městem tohoto départmentu.

## Geografie
Chalon-sur-Saône leží na západním břehu řeky Saône a je jedním z nejvýznamnějších přístavů na této řece.

## Doprava
Chalon je na dálnici A6 a na státní silnici číslo 80. Nádraží Chalon-sur-Saône leží na hlavní trati Paříž-Lyon-Marseille, nejbližší nádraží TGV je Creusot, vzdálený asi 20 km. Ve městě je autobusová místní doprava, linky 1-7 a předměstské linky A-M. Po středu města, který tvoří pěší zónu, jezdí bezplatný okružní autobus Le Pouce.
Chalon leží na nejdůležitější cyklistické trase Eurovelo EV6, která vede z přístavu Saint-Nazaire na atlantickém pobřeží do přístavu Constanţa v Rumunsku.

## Historie
Místo bylo osídleno od doby bronzové, Římané zde vybudovali město Cavillonum, o němž se zmiňuje Gaius Iulius Caesar. Podle legendy zde byl roku 179 umučen svatý Marcel a v pozdním císařství bylo město ohrazeno. V 5. století zde vzniklo biskupství a do vrcholného středověku se zde konalo 12 koncilů. V 8. až 10. století bylo město několikrát zničeno a opět obnoveno a ve středověku bylo hlavním městem samostatného burgundského království. Od 15. století patřilo k Francii, hrálo významnou roli v náboženských válkách 16. století, kdy také vznikla zdejší pevnost. V 17. století byla postavena řada klášterů a koncem 18. století byl otevřen Canal du Centre, který spojil řeku Saône v Chalons s řekou Loirou, což výrazně podpořilo zdejší obchod.
Roku 1839 založili bratři Schneiderové v blízkém Creusot známé ocelárny a strojírny, 1849 dostalo město železniční spojení s Paříží a 1854 s Lyonem. Za druhé světové války procházela městem hranice mezi okupovanou a „svobodnou“ zónou až v říjnu 1944 bylo osvobozeno oddíly alžírské pěchoty. Během 20. století tu vznikla řada strojíren, skláren a dalších průmyslových podniků, včetně firmy Framatome. Důležitým zaměstnavatelem je zdejší nemocnice a také školy.

## Rodáci
- Nicéphore Niépce (1765-1833), vynálezce, který roku 1825 vytvořil nejstarší dochovanou fotografii.

## Pamětihodnosti
- Centrum města si zachovalo středověký ráz s řadou měšťanských hrádězných domů ze 16. a 17. století.
- Gotická Katedrála sv. Vincenta v centru města na Place de Saint-Vincent byla založena roku 1080 a dostavěna 1520, západní průčelí se dvěma věžemi je z roku 1827. Uvnitř jsou velmi cenné vitráže.
- Musée Niépce s velkou sbírkou nejstarších fotografií a dalších vynálezů zdejšího rodáka.
- Most Saint-Laurent.

## Galerie

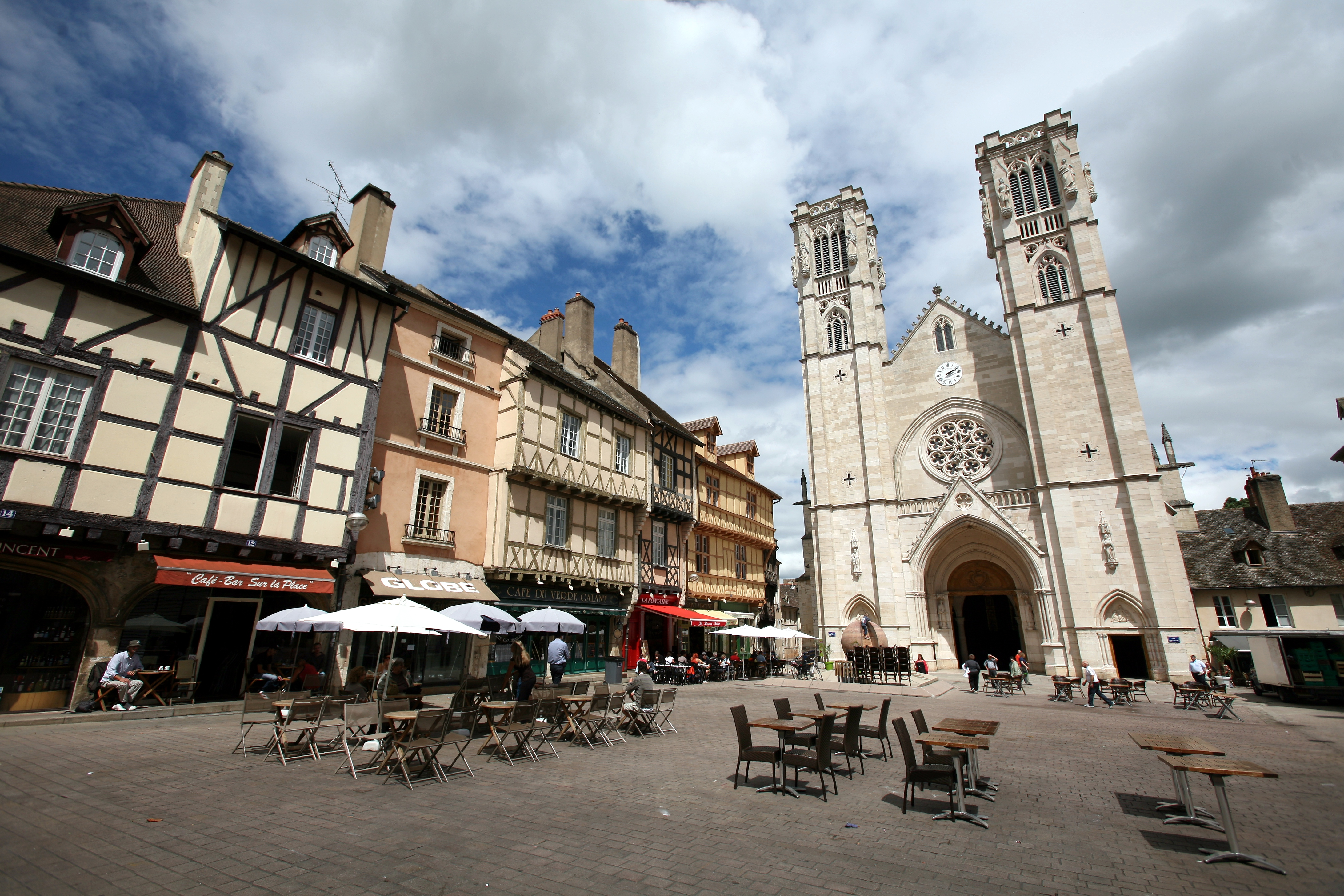
Náměstí s katedrálou
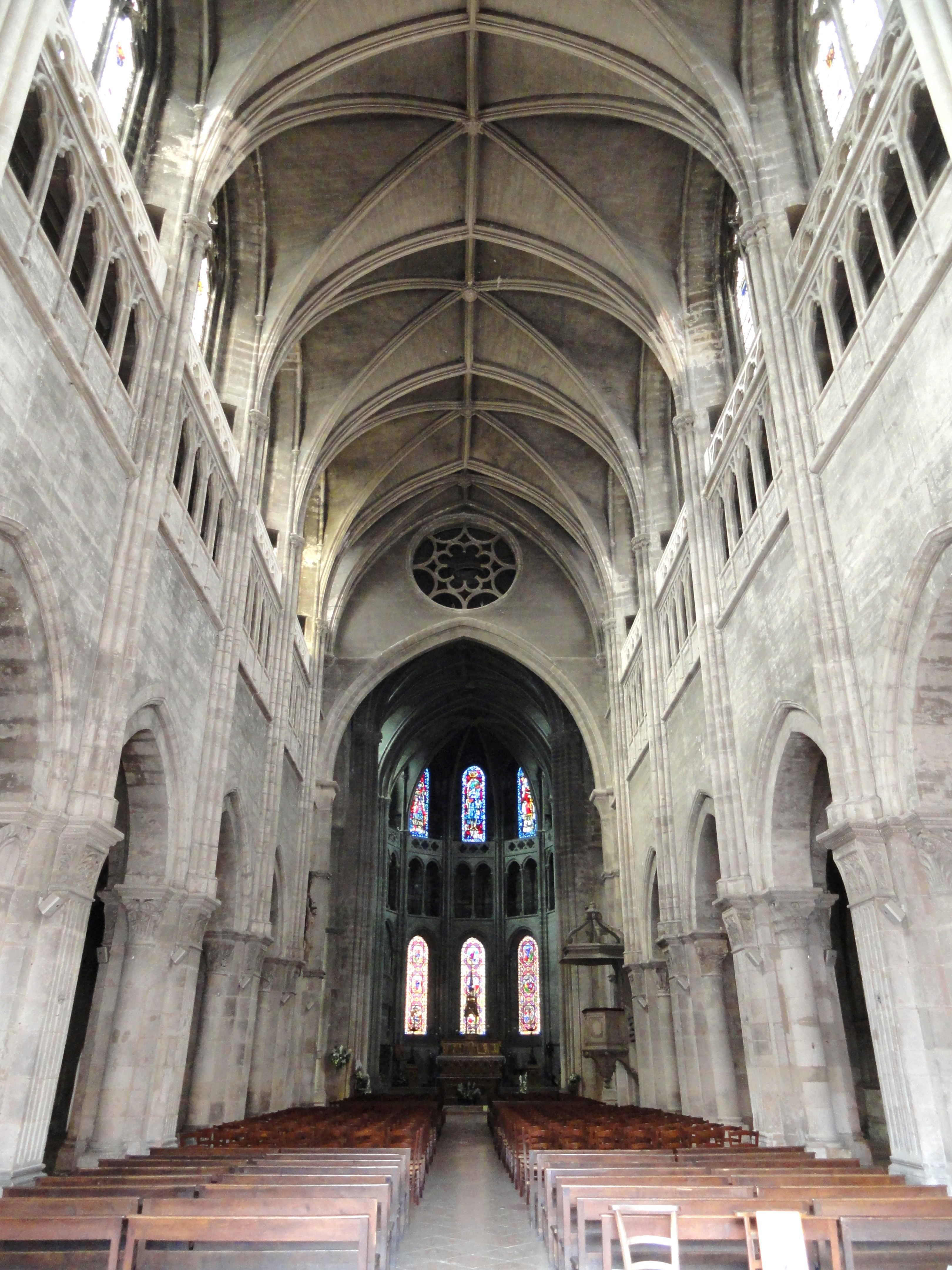
Katedrála sv. Vincenta, vnitřek
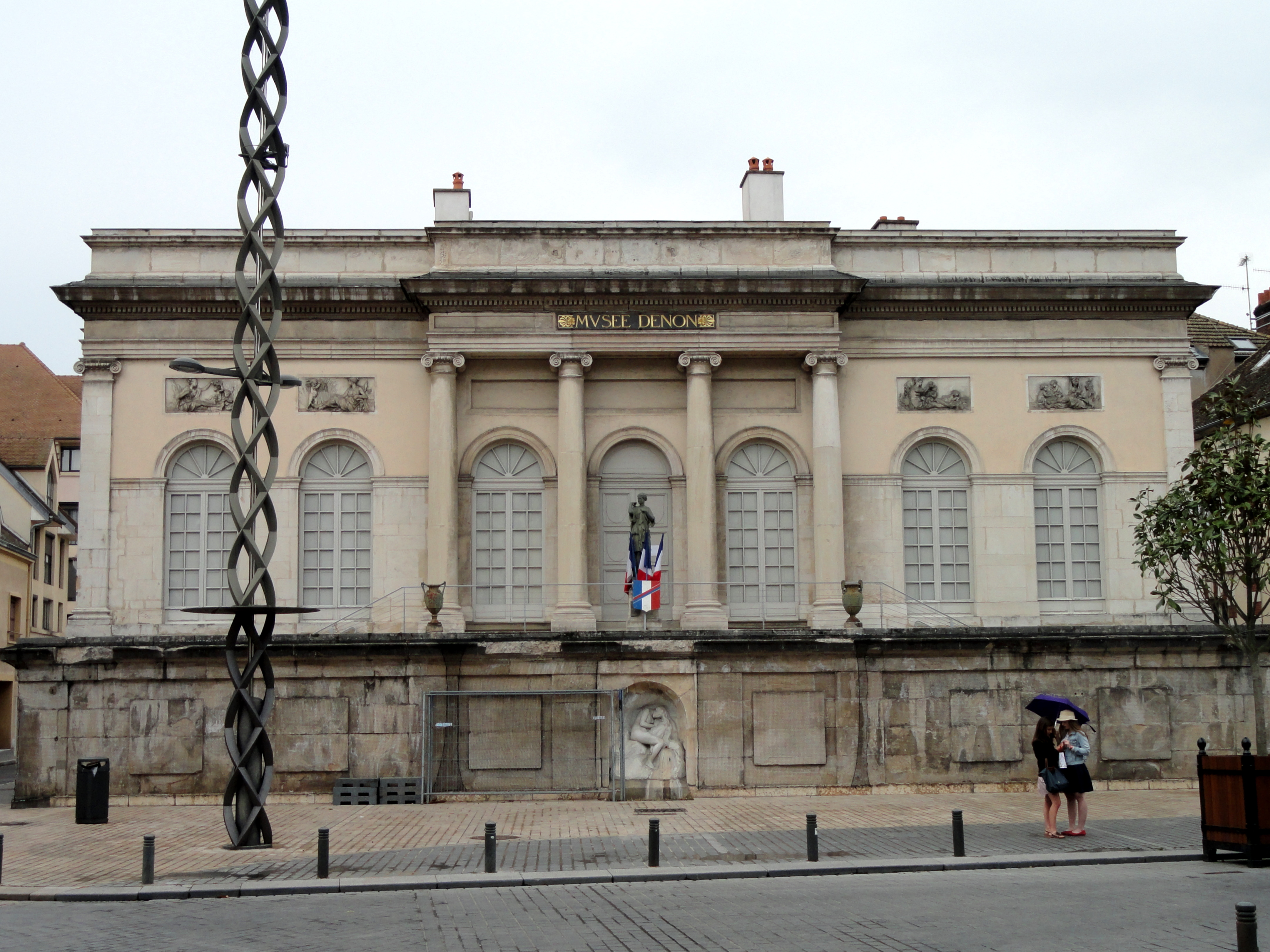
Musée Denon
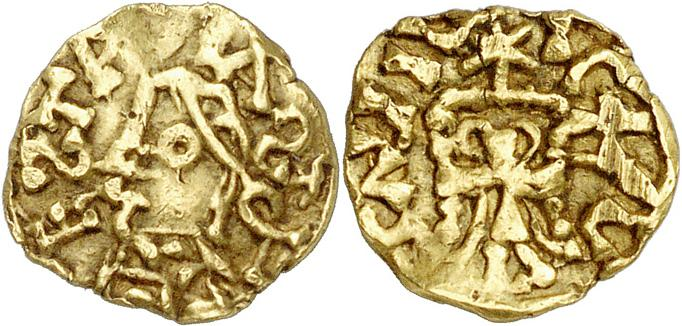
Zlatá merovejská mince, ražená v Chalon (6. stol.)

## Partnerská města
- Næstved, Dánsko
- Novara, Itálie
- Solingen, Německo
- St. Helens, Velká Británie